# Estación de Dietikon
La estación de Dietikon es una estación ferroviaria de la comuna suiza de Dietikon, en el Cantón de Zúrich.

## Historia
La primera estación ferroviaria de Dietikon fue abierta en 1847, formando parte de la línea Zúrich - Baden, y siendo una de las primeras estaciones de ferrocarril de Suiza.

## Situación
La estación se encuentra ubicada en el borde noreste del núcleo urbano de Dietikon.
La estación de Dietikon cuenta con tres andenes en la zona de vías de ancho estándar, dos centrales y el otro lateral, a los que acceden cinco vías. Hay otra vía pasante, por lo que la estación consta de un total de seis vías pasantes. En la zona de vía métrica del ferrocarril Bremgarten - Dietikon (BD), esta estación es uno de los extremos de la línea. Tiene un andén central al que acceden dos vías, que son toperas.
En términos ferroviarios, la estación se sitúa en la línea Zúrich - Basilea SBB, más conocida como la línea del Bözberg. Sus dependencias ferroviarias colaterales son la estación de Killwangen-Spreitenbach hacia Baden y la estación de Glanzenberg en dirección Zúrich.

## Servicios ferroviarios
Los servicios ferroviarios de esta estación están prestados por SBB-CFF-FFS y por BD (Bremgarten-Dietikon-Bahn):

### Larga Distancia
- IR Basilea-SBB - Rheinfelden - Frick - Brugg - Baden - Dietikon - Zúrich Altstetten - Zúrich Oerlikon - Zúrich Aeropuerto.

### S-Bahn Zúrich
La estación está integrada dentro de la red de trenes de cercanías S-Bahn Zúrich, y en la que efectúan parada los trenes de varias líneas pertenecientes a S-Bahn Zúrich:
- S 11 Aarau – Lenzburg – Dietikon – Zúrich HB – Stettbach – Winterthur – Seuzach/Sennhof-Kyburg (– Wila)
- S 12 Brugg – Altstetten – Zúrich HB – Stadelhofen – Winterthur – Schaffhausen/Wil
- S 17 Dietikon – Bremgarten – Wohlen
- S 19 (Koblenz – Baden –) Dietikon – Zúrich HB – Wallisellen – Effretikon (– Pfäffikon ZH)
- S 42 (Zúrich HB – Dietikon – Wohlen – Muri)
- S N1 Winterthur – Zúrich HB – Baden – Lenzburg – Aarau